# ويس ألين
ويس ألين (بالإنجليزية: Wes Allen)‏ (17 سبتمبر 1986 بأوستن في الولايات المتحدة - ) هو لاعب كرة قدم أمريكي في مركز الدفاع. لعب مع Orlando City SC (2010–2014) ‏ وAustin Aztex U23 ‏ وAustin Aztex FC ‏.

## وصلات خارجية
- ويس ألين على موقع قاعدة بيانات كرة القدم.إي يو (الإنجليزية)